# 民主党代表
民主党代表（みんしゅとうだいひょう）は、かつて日本に存在した旧民主党（1996年9月28日 - 1998年4月27日）、新民主党（1998年4月27日 - 2016年3月27日）の最高責任者であり、党首に相当する役職。旧民主党と法令上同じ組織である民進党や旧国民民主党の代表についても記述するほか、代表代行・副代表についても触れる。

## 概要
任期は、1999年までは1年、2000年から2011年までは2年、2012年以降は3年である（党規約11条3項）。前任者が任期途中で辞任した場合、新たに選出された代表の任期は、2011年までは前任者の残任期間、2012年以降は就任翌々年の9月まで（ただし、2016年以降は党員・サポーターが投票に参加しなければ就任翌年の9月まで。党規約11条5項・7項）となる。
代表の再選回数に制限はない（党規約11条3項）。
任期満了に伴う代表選挙は、9月に行うことが通例であり、党所属国会議員（2012年以降は国政選挙の公認候補予定者も常に含む）、党籍を有する地方自治体議員、党員およびサポーターの投票で選出する（党規約11条4項）。前任者が任期途中で辞任した場合は、任期満了の場合に準ずる党員参加型投票（2012年から2014年まで一時廃止）での選出のほか、党大会（2012年以降。国会議員、公認候補予定者、県連代議員による投票）、両院議員総会（国会議員のみによる投票）での選出が可能である（党規約11条5項・6項）。
党大会で代議員の半数以上の同意があれば、代表は解任される（代表解任の規定は2016年新設。2018年までは代表解任には党大会による発議と党員参加型投票による可決が必要であった）。解任された代表は解任後の代表選挙に再出馬でき、再選されれば残任期間中再度解任されない（党規約11条11項）。
代表が欠け、または事故ある場合には代表が予め定めた代行者（総務会承認ポスト）が職務を代行する。ただし、残任期間が3ヶ月未満の場合には代表代行（両院議員総会承認ポスト）が職務を代行する（党規約11条12項）。
なお、国民民主党結党時の経過措置として共同代表制が採用され、任期は2018年9月までとされた（党規約附則2条）。

## 代表の一覧
- は任期中首相に就任した者。
- は民主党が政権獲得した時点での代表。
- は民主党が政権を失った時点での代表。
- 代表選の欄、議 は国会議員による投票、地 は国会議員と地方支部代表による投票、般 は国会議員と地方議員と党員・サポーターによる投票、無 は無投票。国会議員には公認候補予定者を含むケースあり。決選があった場合は、上が初回投票、下が決選投票の方式。

### 旧民主党代表 (1996-1998)
| 代 | 代表       | 代表   | 代 表 選 | 就任日 退任日               | 備考                                                                     | 期 |
| -- | ---------- | ------ | -------- | --------------------------- | ------------------------------------------------------------------------ | -- |
| 1  |            | 菅直人 | 無       | 1996年9月28日 1997年9月16日 | 共同代表制（菅が政務担当代表、鳩山が党務担当代表）。第41回衆院選を指揮。 | 1  |
| 1  | 鳩山由紀夫 |        | 無       | 1996年9月28日 1997年9月16日 | 共同代表制（菅が政務担当代表、鳩山が党務担当代表）。第41回衆院選を指揮。 | 1  |
| 2  |            | 菅直人 | 無       | 1997年9月16日 1998年4月27日 | 鳩山が新設の幹事長に就任。                                               | 2  |

### 民主党代表 (1998-2016)
| 代 | 代表  | 代表       | 代 表 選                     | 就任日 退任日 | 備考 | 期 |
| -- | ----- | ---------- | ---------------------------- | --- | --- | --- |
| 1  |       | 菅直人     | 無                           | 1998年4月27日 1999年1月18日 | 第18回参院選を指揮し、自民党参議院過半数割れで橋本内閣を退陣に追い込む。参院で首班指名される。 | 1 |
| 1  | 地    | 菅直人     | 1999年1月18日 1999年9月25日  | 第14回統一地方選を指揮。代表選で鳩山に敗れ退任。 | 2 | |
| 2  |       | 鳩山由紀夫 | 地                           | 1999年9月25日 2000年9月9日 | 第42回衆院選を指揮し議席を伸ばす。 | 3 |
| 2  | 無    | 鳩山由紀夫 | 2000年9月9日 2002年9月23日   | 第19回参院選を指揮し議席を伸ばす。 | 4 | |
| 2  | 般 地 | 鳩山由紀夫 | 2002年9月23日 2002年12月10日 | 代表選後の幹事長人事や自由党との合併構想（民由合併）の表明により党内の求心力を失ったため、再選直後の辞任。                                                       | 5 | |
| 3  |       | 菅直人     | 議                           | 2002年12月10日 2004年5月18日 | 5 | 第15回統一地方選を指揮。自由党を吸収する形で民由合併。第43回衆院選ではマニフェスト選挙を打ち出し躍進。自身の年金未納問題による責任を取り辞任。                                                                                         |
| 4  |       | 岡田克也   | 無                           | 2004年5月18日 2004年9月13日 | 5 | 民主党七奉行として初の代表。就任直後の第20回参院選で議席大幅増。 |
| 4  | 無    | 岡田克也   | 2004年9月13日 2005年9月17日  | 郵政解散に伴う第44回衆院選で敗北し、責任を取り辞任。 | 6 | |
| 5  |       | 前原誠司   | 議                           | 2005年9月17日 2006年4月7日 | 6 | 七奉行として2人目の代表。堀江メール問題による党内混乱の責任を取って辞任。 |
| 6  |       | 小沢一郎   | 議                           | 2006年4月7日 2006年9月12日 | 6 | 他党（自由党）党首の経験者として初の代表。 |
| 6  | 無    | 小沢一郎   | 2006年9月12日 2008年9月21日  | 第16回統一地方選、第21回参院選を指揮し後者で大勝、後の政権交代の布石となる。                                                                                     | 7 | |
| 6  | 無    | 小沢一郎   | 2008年9月21日 2009年5月16日  | 自身の献金問題のけじめのためと、次期総選挙に向けて挙党一致をより強固にするためとして辞任。                                                                       | 8 | |
| 7  |       | 鳩山由紀夫 | 議                           | 2009年5月16日 2010年6月4日 | 8 | 小沢前代表を選挙担当の代表代行に据えて第45回衆院選で圧勝し、民主党代表として初の首相となる。選挙後に小沢を幹事長へ転任させる。普天間基地移設をめぐる党内外の求心力の低下や自身の「政治とカネ」問題のけじめのため小沢幹事長と共に辞任。 |
| 8  |       | 菅直人     | 議                           | 2010年6月4日 2010年9月14日 | 8 | 第22回参院選を指揮し敗北。 |
| 8  | 般    | 菅直人     | 2010年9月14日 2011年8月26日  | 東日本大震災直後の第17回統一地方選を指揮。不信任案に同調する構えの党内反主流派に退陣の言質を与え可決回避。震災復興と福島第一原発事故の収束が一区切りとして辞任。 | 9 | |
| 9  |       | 野田佳彦   | 議                           | 2011年8月29日 2012年9月21日 | 9 | 七奉行として3人目の代表、初の首相。 |
| 9  | 般    | 野田佳彦   | 2012年9月21日 2012年12月25日 | 近いうち解散に伴う第46回衆院選で敗北し、責任を取り辞任。 | 10 | |
| 10 |       | 海江田万里 | 議                           | 2012年12月25日 2014年12月15日 | 10 | 非七奉行・非トロイカとして初の代表。他党（市民リーグ）党首の経験者として2人目の代表。第23回参院選、第47回衆院選を指揮し後者で議席を伸ばす。しかし、自身が議席を失ったため辞任。                                                        |
| 11 |       | 岡田克也   | 般 議                        | 2015年1月18日 2016年3月27日 | 海江田前代表の辞任後、暫定代表を務め、首相指名選挙では代表代行として投票された。その後の代表選に出馬し当選。民主党（旧民主党含む）創設者以外の代表再登板は初めて。民進党結党により民主党としては最後の代表となった。 | 11 |

### 民進党代表 (2016-2018)
| 代 | 代表 | 代表     | 代 表 選 | 就任日 退任日               | 備考 | 期 |
| -- | ---- | -------- | -------- | --------------------------- | --- | -- |
| 1  |      | 岡田克也 | 無       | 2016年3月27日 2016年9月15日 | 民主党代表から留任。第24回参院選直後に任期満了に伴う党代表選挙への不出馬を表明。任期満了で退任する代表としては初。                                                                                  | 1  |
| 2  |      | 蓮舫     | 般       | 2016年9月15日 2017年9月1日  | 旧民主党を含め初の参議院議員、女性代表。野党第1党の党首に女性が就任するのは土井たか子社会党委員長以来30年ぶり。2017年東京都議選での敗北やそれに伴う野田幹事長の辞任により、求心力を回復できず辞任。 | 2  |
| 3  |      | 前原誠司 | 般       | 2017年9月1日 2017年10月30日 | 第48回衆院選で希望の党への合流を決断するが、立憲民主党への党分裂を招き敗北。党内の求心力を失ったため、責任を取り辞任。代表在職日数は旧民主党時代から数えて歴代最短。                                | 2  |
| 4  |      | 大塚耕平 | 無       | 2017年10月31日 2018年5月7日 | 参議院議員。国民民主党結党により民進党としては最後の代表となった。 | 2  |

### 国民民主党代表 (2018-2020)
| 代 | 代表       | 代表       | 代 表 選 | 就任日 退任日              | 備考 | 期 |
| -- | ---------- | ---------- | -------- | -------------------------- | --- | -- |
| 1  |            | 大塚耕平   | 無       | 2018年5月7日 2018年9月4日  | 共同代表制。大塚は民進党代表から留任、玉木は他党（希望の党）党首の経験者として3人目の代表。また、届出上の代表は大塚のみ。 | 1  |
| 1  | 玉木雄一郎 |            | 無       | 2018年5月7日 2018年9月4日  | 共同代表制。大塚は民進党代表から留任、玉木は他党（希望の党）党首の経験者として3人目の代表。また、届出上の代表は大塚のみ。 | 1  |
| 2  |            | 玉木雄一郎 | 般       | 2018年9月4日 2020年9月11日 | 立憲民主党との合流に伴う解党により、法的にも1996年結党の民主党以来の流れを汲む同一政党として最後の代表となった。          | 2  |

## 代表代行・副代表
代表代行は、代表を補佐し、その指示に基づき代表の職務の一部を代行して党務を遂行する（党規約12条2項）。副代表は、代表を補佐し、その指示または幹事長の要請に基づき党務を遂行する（党規約13条2項）。いずれも設置は任意で複数名を置くこともでき（党規約12条1項、13条1項）、党大会または両院議員総会の承認を得て代表が選任する（党規約12条3項、13条3項）。また、いずれも総務会において常任メンバーとなるが（党規約9条6項）、代表代行は執行役員会においても常任メンバーとなる（党規約10条2項）。
民主党時代、代表代行は、党大会または両院議員総会の承認を得て代表が選任した副代表の中から代表が指名し、代表の要請に基づき、その職務を代行または補佐するものとされていた（民主党規約12条4項）。民進党結党後、代表代行と副代表が規約上分離して規定され、いずれも選任に党大会または両院議員総会の承認が必要となったほか（民進党規約13条3項、14条3項）、職務遂行は代表の指示（副代表については幹事長の要請も含む）に依拠することが明記された（民進党規約13条2項、14条2項）。国民民主党結党後、代表が欠け、または事故ある場合の代表の職務代行は、原則として総務会の承認を得て代表が予め定めた代行者が担当し、残任期間が3ヶ月未満の場合には代表代行が担当するものとされた（国民民主党規約11条12項）。

### 代表代行・副代表の一覧
| 就任時期                                   | 代表代行                                   | 副代表                                                                           | 備考                                       |
| 民主党時代 (1996-1998)                     | 民主党時代 (1996-1998)                     | 民主党時代 (1996-1998)                                                           | 民主党時代 (1996-1998)                     |
| 菅直人・鳩山由紀夫共同代表時代 (1996-1997) | 菅直人・鳩山由紀夫共同代表時代 (1996-1997) | 菅直人・鳩山由紀夫共同代表時代 (1996-1997)                                       | 菅直人・鳩山由紀夫共同代表時代 (1996-1997) |
| ------------------------------------------ | ------------------------------------------ | -------------------------------------------------------------------------------- | ------------------------------------------ |
| 1996年9月                                  | （空席）                                   | 鳩山邦夫 横路孝弘 岡崎トミ子                                                     |                                            |
| 菅直人代表時代 (1997-1998)                 |                                            |                                                                                  |                                            |
| 1997年9月                                  | （空席）                                   | 鳩山邦夫 横路孝弘 岡崎トミ子                                                     |                                            |
| 民主党時代 (1998-2016)                     |                                            |                                                                                  |                                            |
| 菅直人代表時代 (1998-1999)                 |                                            |                                                                                  |                                            |
| 1998年4月                                  | 中野寛成                                   | 笹野貞子 鳩山邦夫 畑英次郎                                                       | [ 11 ]                                     |
| 1999年1月                                  | （空席）                                   | 伊藤英成 広中和歌子 畑英次郎                                                     | [ 12 ]                                     |
| 鳩山由紀夫代表時代 (1999-2002)             |                                            |                                                                                  |                                            |
| 1999年10月                                 | （空席）                                   | 石井一 鹿野道彦 中野寛成 横路孝弘 広中和歌子                                     | [ 13 ]                                     |
| 2000年9月                                  | 羽田孜                                     | 石井一 岩國哲人 鹿野道彦 中野寛成 広中和歌子 横路孝弘                            | [ 15 ]                                     |
| 2001年9月                                  | 羽田孜                                     | 石井一 岩國哲人 鹿野道彦 中野寛成 横路孝弘 千葉景子                              | [ 16 ]                                     |
| 2002年10月                                 | 羽田孜                                     | 石井一 熊谷弘 伊藤英成 広中和歌子                                                | [ 17 ]                                     |
| 菅直人代表時代 (2002-2004)                 |                                            |                                                                                  |                                            |
| 2002年12月                                 | （空席）                                   | 石井一 伊藤英成 岩國哲人 円より子 横路孝弘                                       | [ 18 ]                                     |
| 2003年12月                                 | 小沢一郎                                   | 石井一 中井洽 円より子 横路孝弘 江田五月                                         | [ 19 ]                                     |
| 岡田克也代表時代 (2004-2005)               |                                            |                                                                                  |                                            |
| 2004年5月                                  | （空席）                                   | 中井洽 円より子 江田五月                                                         | [ 20 ]                                     |
| 2004年9月                                  | 藤井裕久                                   | 石井一 中井洽 米沢隆 岡崎トミ子                                                  | [ 21 ]                                     |
| 前原誠司代表時代 (2005-2006)               |                                            |                                                                                  |                                            |
| 2005年9月                                  | （空席）                                   | 広中和歌子 山岡賢次 高木義明 赤松広隆                                            | [ 22 ]                                     |
| 小沢一郎代表時代 (2006-2009)               |                                            |                                                                                  |                                            |
| 2006年4月                                  | 菅直人                                     | 広中和歌子 山岡賢次 高木義明 赤松広隆                                            | [ 23 ]                                     |
| 2006年9月                                  | 菅直人                                     | 岡田克也 川端達夫 赤松広隆 北澤俊美 円より子                                     | [ 24 ]                                     |
| 2007年8月                                  | 菅直人 輿石東                              | 岡田克也 前原誠司 川端達夫 石井一 高木義明 北澤俊美 円より子                     | [ 25 ]                                     |
| 鳩山由紀夫代表時代 (2009-2010)             |                                            |                                                                                  |                                            |
| 2009年5月                                  | 小沢一郎 菅直人 輿石東                     | 前原誠司 川端達夫 石井一 高木義明 北澤俊美 円より子                              | [ 27 ]                                     |
| 2009年9月                                  | （空席）                                   | （空席）                                                                         | [ 28 ]                                     |
| 菅直人代表時代 (2010-2011)                 |                                            |                                                                                  |                                            |
| 2010年6月                                  | （空席）                                   | 石井一 山岡賢次                                                                  | [ 29 ]                                     |
| 2011年1月                                  | 仙谷由人                                   | 石井一 山岡賢次 直嶋正行 鉢呂吉雄 岡崎トミ子 石毛鍈子                            | [ 30 ]                                     |
| 野田佳彦代表時代 (2011-2012)               |                                            |                                                                                  |                                            |
| 2011年9月                                  | （空席）                                   | 北澤俊美 直嶋正行 岡崎トミ子 田中慶秋                                            | [ 31 ]                                     |
| 2012年1月                                  | （空席）                                   | 北澤俊美 直嶋正行 山岡賢次 田中慶秋                                              | [ 33 ]                                     |
| 2012年8月                                  | （空席）                                   | 石井一 北澤俊美 直嶋正行 田中慶秋                                                | [ 34 ]                                     |
| 2012年10月                                 | （空席）                                   | 石井一 鹿野道彦 川端達夫 赤松広隆 北澤俊美 直嶋正行 仙谷由人                     | [ 35 ]                                     |
| 海江田万里代表時代 (2012-2015)             |                                            |                                                                                  |                                            |
| 2012年12月                                 | 大畠章宏                                   | 石井一 岡崎トミ子 北澤俊美 直嶋正行 増子輝彦                                     | [ 36 ]                                     |
| 2013年7月                                  | （空席）                                   | 北澤俊美 直嶋正行 増子輝彦                                                       | [ 38 ]                                     |
| 2013年9月                                  | 高木義明                                   | 北澤俊美 前田武志 田中直紀 原口一博 神本美恵子 増子輝彦                          | [ 37 ]                                     |
| 2014年5月                                  | 高木義明                                   | 北澤俊美 前田武志 田中直紀 原口一博 神本美恵子 川端達夫                          | [ 40 ]                                     |
| 2014年9月                                  | 高木義明 岡田克也                          | 北澤俊美 前田武志 田中直紀 原口一博 神本美恵子                                   | [ 41 ]                                     |
| 岡田克也代表時代 (2015-2016)               |                                            |                                                                                  |                                            |
| 2015年1月                                  | 長妻昭 蓮舫                                | 北澤俊美 田中直紀 原口一博 神本美恵子                                            | [ 42 ]                                     |
| 2015年12月                                 | 長妻昭 蓮舫                                | 大畠章宏 北澤俊美 原口一博 神本美恵子                                            | [ 44 ]                                     |
| 民進党時代 (2016-2018)                     |                                            |                                                                                  |                                            |
| 岡田克也代表時代 (2016)                    |                                            |                                                                                  |                                            |
| 2016年3月                                  | 江田憲司 長妻昭 蓮舫                       | 大畠章宏 高木義明 神本美恵子 小野次郎 坂本祐之輔                                 | [ 45 ]                                     |
| 蓮舫代表時代 (2016-2017)                   |                                            |                                                                                  |                                            |
| 2016年9月                                  | 安住淳 細野豪志 江田憲司                   | 近藤昭一 長浜博行 神本美恵子                                                     | [ 47 ]                                     |
| 前原誠司代表時代 (2017)                    |                                            |                                                                                  |                                            |
| 2017年9月                                  | 枝野幸男                                   | 近藤昭一 原口一博 渡辺周 平野博文 阿部知子 桜井充 神本美恵子 小林正夫 相原久美子 | [ 48 ]                                     |
| 大塚耕平代表時代 (2017-2018)               |                                            |                                                                                  |                                            |
| 2017年11月                                 | （空席）                                   | 原口一博 小林正夫                                                                | [ 49 ]                                     |
| 国民民主党時代 (2018-2020)                 |                                            |                                                                                  |                                            |
| 大塚耕平・玉木雄一郎共同代表時代 (2018)    |                                            |                                                                                  |                                            |
| 2018年5月                                  | 原口一博                                   | 渡辺周 小林正夫                                                                  | [ 50 ]                                     |
| 玉木雄一郎代表時代 (2018-2020)             |                                            |                                                                                  |                                            |
| 2018年9月                                  | 大塚耕平 古川元久                          | 渡辺周 大島敦 津村啓介 田名部匡代                                                | [ 51 ]                                     |

註：
1. ↑  国会担当[12]
2. ↑  特別代表[14]
3. ↑  筆頭・選挙担当[26]
4. ↑  2012年7月に民主党除籍[32]
5. 1 2 3  原発・復興特命担当[36][37]
6. ↑  2014年4月に役職解任[39]
7. ↑  沖縄・北方担当[40]
8. 1 2  企業・団体担当[40][41]
9. ↑  党改革・災害対策担当[40]
10. ↑  地域主権担当[40]
11. ↑  消費者・食品安全・子ども担当[40]
12. ↑  国政選挙担当[6]
13. 1 2 3  男女共同参画推進本部担当[41][42][43]
14. ↑  2017年4月に辞任[46]